# Cyclanorbinae
De Cyclanorbinae vormen een onderfamilie van schildpadden uit de familie weekschildpadden (Trionychidae). De groep wordt in de indeling van Fritz & Havaš (2007) niet meer erkend. De groep wordt in de indeling van Fritz & Havaš (2007) niet meer erkend. Er zijn zeven soorten die ook wel klep- of flapweekschildpadden worden genoemd. Cyclanorbinae werden voor het eerst wetenschappelijk beschreven door Richard Lydekker in 1889.

## Verdediging
Vrijwel alle schildpadden kunnen hun kop en ledematen onder het schild terugtrekken, soorten die dit niet kunnen vouwen de kop en nek eronder. Sommige soorten als de klep- en doosschildpadden hebben scharnierende buikplaten die omhoog geklapt kunnen worden of juist delen van het rugschild die omlaag kunnen worden geklapt ter bescherming. De klepweekschildpadden kennen ook een dergelijk trucje, ze hebben grote huidflappen op de buikzijde, waar de achterpoten ingeschoven worden bij gevaar.

## Algemeen
Er zijn drie geslachten die in totaal zeven soorten tellen. Twee geslachten komen voor in Afrika (Cyclanorbis en Cycloderma), de derde in Azië (Lissemys). Vanwege deze geografische afscheiding wordt het laatste geslacht ook wel als aparte onderfamilie beschouwd (Lissemyinae). Alle soorten worden middelgroot en kennen schildlengtes van 40 tot 60 centimeter. Zoals alle weekschildpadden is het schild zacht, licht en niet erg sterk, maar wel gestroomlijnd voor een leven in water. De verschillende soorten zonnen niet graag en komen vrijwel nooit het water uit. Ook hebben de klepweekschildpadden een plat schild en sterk ontwikkelde zwemvliezen tussen de tenen om beter te kunnen zwemmen.

## Taxonomie
Onderfamilie Cyclanorbinae
- Geslacht Cyclanorbis
- Geslacht Cycloderma
- Geslacht Lissemys